# Braunsapis virilipicta
Braunsapis virilipicta är en biart som först beskrevs av Embrik Strand 1915.  Braunsapis virilipicta ingår i släktet Braunsapis och familjen långtungebin. Inga underarter finns listade.